# Газихалил
Газихалил или Кадъали (на турски: Gazihalil, Kadıağılı, Kadıhalil) е село в Източна Тракия, Турция, Вилает Одрин. Околия Узункьопрю.

## География
Селото се намира на 30 км южно от Узункьопрю.

## История
В XIX век Газихалил (Кадъали) е село във Узункьоприйска кааза в Одринския вилает на Османската империя. Според „Етнография на вилаетите Адрианопол, Монастир и Салоника“, издадена в Константинопол в 1878 година и отразяваща статистиката на населението от 1873 година, Гази Халил (Ghazi Halil) има 42 домакинства и 183 жители гърци, а Кадъ-Али (Cadi-Aly) има 35 домакинства и 143 жители българи.
Според статистиката на професор Любомир Милетич в 1913 година в Кадъали живеят 40 гръцки семейства.